# Ябланица (община Струга)
Вижте пояснителната страница за други значения на Ябланица.
Ябланица (на македонска литературна норма: Јабланица; на албански: Jabllanica) е село в Северна Македония, в община Струга.

## География
Селото е разположено в областта Дримкол в прохода между планината Ябланица от юг и Радук от север.

## История
В XIX век Ябланица е българо-помашко село в Дебърска каза на Османската империя. В „Етнография на вилаетите Адрианопол, Монастир и Салоника“, издадена в Константинопол в 1878 година и отразяваща статистиката на населението от 1873 година, Ябланица (Yablanitza) е посочено като село със 120 домакинства, като жителите му са 18 помаци и 348 българи.
Според статистиката на Васил Кънчов („Македония. Етнография и статистика“) в 1900 Ябланица има 850 жители българи християни и 110 българи мохамедани.
На Етнографската карта на Битолския вилает на Картографския институт в София от 1901 година Ябланица е смесено село българи, помаци, албанци и турци в Дебърската каза на Дебърския санджак със 137 къщи.
По-голямата част от християнското население на селото е под върховенството на Българската екзархия. Според митрополит Поликарп Дебърски и Велешки в 1904 година в Ябланица има 64 сръбски къщи. По данни на секретаря на екзархията Димитър Мишев („La Macédoine et sa Population Chrétienne“) в 1905 година в Ябланица има 832 българи екзархисти и 160 българи патриаршисти сърбомани и функционират българско и сръбско училище.
Към 1910 година селото брои над 150 къщи, от които десетина помашки, 57 сърбомански и останалите български. Според статистика на вестник „Дебърски глас“ в 1911 година в Ябланица има 85 български екзархийски, 47 патриаршистки и 21 помашки къщи. В селото работи сръбско училище с 1 учител и 11 ученици.
При избухването на Балканската война в 1912 година 64 души от Ябланица са доброволци в Македоно-одринското опълчение.
Според преброяването от 2002 година селото има 553 жители.
| Националност     | Всичко |
| северномакедонци | 545    |
| албанци          | 0      |
| турци            | 0      |
| роми             | 0      |
| власи            | 0      |
| сърби            | 1      |
| бошняци          | 0      |
| други            | 7      |

## Църкви и параклиси
В селото има няколко църкви и параклиси. „Свети Илия“ е изградена в 1886 година и преосветена от митрополит Тимотей Дебърско-Кичевски в 1996 година, не е изписана. „Света Богородица Пречиста“ е изградена в 1976 година и осветена в 1978 година от митрополит Ангеларий Дебърско-Кичевски. Също не е изписана, но иконите в нея са от 1845 година, изработени от Дичо Зограф и други зографи, което потвърждава, че е градена върху по-стара църква. „Свети Мина, Виктор и Викентий“ е изградена в 1975 година, а осветена на 24 ноември 2001 година от владиката Тимотей. Не е изписана, а иконите на иконостаса са от 1826 година, което също показва, че и тя е градена върху по-стара църква. На 17 юни 2003 година митрополит Тимотей поставя темелния камък на църквата „Преполвение“. Манастирът „Свети Илия“ е изграден в 1954 година.
Параклисът „Света Петка“, е изграден в 2002 година, параклисът „Свети Никола“ – в 1996 година, параклисът „Света Петка“ – в 1994 година и параклисът „Света Неделя“ – в 1997 година.
Ябланица е едно от селата от Дримкол с много известни строители. Най-значим е първомайстор Иван (II половина на ХVІІІ век – 1850). Негово дело от началото на ХІХ век е прословутия Шпилски мост до Дебър, северното жилищно крило на Бигорския манастир (1814), жилищните корпуси на Кичевския манастир (18420 – 1843). Известен строител е и уста Стоян който между 1832 и 1838 година строи църквата „Свети Георги“ и високия ѝ дворен зид в Лазарополе, Мала река. По-късно в 1867 година синът му Ильо Стоянов издига и нейната камбанария. Майстор Велко Кръстев Йованов е създал в 1866 година църквата „Свети Георги“ и нейната камбанария в село Орешец, Белоградчишко. По време на Първата световна война майстор Стойко Леков, заедно със сина си Аврам, издига храма „Свети Атанасий“ в село Радиовце, Тетовско (1917).

## Личности
Родени в Ябланица
- Аврам Стойков Леков, строител, автор на църквата „Свети Атанасий“ в Радиовце, 1919 г.
- Богдан Алексиев (Алексов), македоно-одрински опълченец, 4 рота на 1 дебърска дружина[12]
- Васил Велев (Вельов) Спасов, македоно-одрински опълченец, 34-годишен, 4 рота на 1 дебърска дружина[13] Загинал през Първата световна война.[14]
- Велко Кръстев Йованов, майстор строител
- Витомир Долински (р. 1961), писател от Северна Македония
- Глигор Алексов, македоно-одрински опълченец, 20-годишен, каменоделец, основно образование, 1 дебърска дружина[15]
- Димитър Домазетов (1865 – 1903), деец на ВМОРО
- Добре Ставрески (1933 - 1994), певец от Република Македония
- Доне, български революционер, член на Ябланишкия комитет на ВМОРО[16]
- Евто Велов, строител, автор на Часовниковата кула в Чупрене, 1899 г.
- Ильо Наумов, български революционер, деец на ВМОРО
- Наум Пейчинов (1880 - 1913), български свещеник и революционер, деец на ВМОРО
- Петко Домазетовски (р. 1935), северномакедонски фолклорист и писател
- Спасе, български революционер, член на Ябланишкия комитет на ВМОРО, убит в 1913 година от сърбите[17]
- Цветко Стоянов (1872 – ?), български революционер

Други
- Александър Гюрчинов (1934 – 2015), режисьор от Северна Македония, по произход от Ябланица
- Гьоре Будинов, български революционер, по време на Илинденско-Преображенското въстание води сражение на 18 юли 1903 година при село Ябланица.[18]
- Милан Гюрчинов (1928 – 2018), литератор от Северна Македония, по произход от Ябланица